# Nikolai Zelinski
Nikolai Dmitrievici Zelinski (în rusă Николай Дмитриевич Зелинский; n. 25 ianuarie/6 februarie 1861, Tiraspol, Imperiul Rus – d. 31 iulie 1953, Moscova, RSFS Rusă, URSS) a fost un chimist rus de origine ucraineană, membru al Academiei de Științe din URSS.  Părinții lui Zelinski au decedat la scurt timp după nașterea sa, în 1863 și 1865. Astfel, Zelinski a fost crescut de bunica sa maternă. Zelinski a studiat la Universitatea din Odessa și la universitățile din Leipzig și Göttingen din Germania. A fost unul dintre fondatorii teoriei catalizei aplicate în chimia organică. Este inventatorul primei măști de protecție contra gazelor cu cărbune activ (1915). Împreună cu Carl Magnus von Hell (1849–1926) și Jacob Volhard (1834–1910) a inventat reacția de halogenare Hell-Volhard-Zelinsky.
Nikolai Zelinski a fost decorat de patru ori cu Ordinul Lenin (1940, 1945, 1946 și 1951. De asemenea, a fost decorat cu titlul de Erou al Muncii Socialiste.